# 포기와 베스
포기와 베스(Porgy and Bess)는 조지 거슈윈이 작곡하고, 듀보즈 헤이워드가 대본을 쓰고, 가사는 아이라 거슈윈과 헤이워드가 작성한 3막의 영어 오페라이다. 대본은 헤이워드의 소설 《포기》와 그의 아내 도로시 헤이워드와 공동 집필한 동명의 희곡을 기초로 작성되었다. 이 세개의 작품은 모두 1930년대 초기 사우스 캐롤라이나 주, 찰스턴 시, 가상의 마을 '캣피시 로'의 아프리칸 미국인의 삶을 다룬다.

## 등장 인물
포기 - 앉은뱅이 거지, 베이스-바리톤
크라운 - 부두의 하역부, 바리톤
베스 - 크라운의 정부, 후에 포기의 정부, 소프라노
제이크 - 어부, 바리톤
클라라 - 제이크의 아내, 소프라노
마리아 - 음식점의 관리인, 콘트랄토
밍고 - 테너
로빈스 - 어부, 테너
세리너 - 로빈스의 아내, 소프라노
스포팅 라이프 - 마약 장사, 테너
피터 - 꿀 장수
릴리 - 피터의 아내, 메조소프라노
딸기 장수 여자 - 메조소프라노
짐 - 목화밭 일꾼, 바리톤
프레지어 - (흑인)변호사, 바리톤
장의사 주인 - 바리톤
넬슨 - 테너
게장수 - 테너
스키피오 - 소년, 보이 소프라노
아치데일 - (백인)변호사, 대사역
형사 - 대사역
경찰 - 대사역
검시관 - 대사역
몇 명의 대사역을 제외하고, 모든 등장인물은 흑인이다.

## 줄거리
- 1930년대, 사우스 캐롤라이나 주, 찰스턴 시 가상의 교외 지역인 "캣피시 로", 빈민가 흑인 지구

### 1막
- 1장: 어느 여름 밤, 캣피시 로의 광장
- 2장: 그날 저녁, 세레나의 방

### 2막
- 1장: 그날 밤 키티와 섬
- 2장: 한달 후 어느날 아침, 캣피시 로
- 3장: 일주일 뒤, 막 새벽 전, 캣피시 로
- 4장: 그 다음날 새벽, 세레나의 방

### 3막
- 1장: 다음날 저녁, 캣피시 로
- 2장: 다음날 정오, 캣피시 로
- 3장: 일주일 뒤, 캣피시 로

## 노래들
- 1막 1장: "Summertime"
- 1막 1장: "A Woman is a Sometime Thing"
- 1막 2장: "My Man's Gone Now"
- 2막 1장: "It Take a Long Pull to Get There"
- 2막 1장: "I Got Plenty o' Nuttin'"
- 2막 1장: "Buzzard Keep on Flyin'"
- 2막 1장: "Bess, You Is My Woman Now"
- 2막 1장: "Oh, I Can't Sit Down"
- 2막 2장: "It Ain't Necessarily So"
- 2막 2장: "What you want wid Bess"
- 2막 3장: "Oh, Doctor Jesus"
- 2막 3장: "I Loves You, Porgy"
- 2막 4장: "A Red-Haired Woman"
- 3막 2장: "There's a Boat Dat's Leavin' Soon for New York"
- 3막 3장: "Bess, O Where's My Bess?"
- 3막 3장: "O Lawd, I'm On My Way"

## 참고 문헌
- Brady, Tim."The Way Spaces Were Allocated: African Americans on Campus, Part II". Minnesota, November-December 2002, University of Minnesota Alumni Association.
- Jablonski, Edward. Gershwin: A Biography. Garden City, New Jersey: Doubleday & Company, 1987. ISBN 0-7924-2164-7
- Jablonski, Edward and Lawrence D. Stewart. The Gershwin Years. Garden City, New Jersey: Doubleday & Company, 1973. Second edition. ISBN 0-306-80739-4
- Kimball, Robert and Alfred Simon. The Gershwins. New York: Atheneum, 1973. ISBN 0-689-10569-X
- Schwartz, Charles. Gershwin: His Life and Music. New York: Bobbs-Merrill Company, 1973. ISBN 0-306-80096-9
- Standifer, James. "The Complicated Life of Porgy and Bess." Humanities November/December 1997. (Also accessible on NEH website)
- Southern Eileen. The Music of Black Americans: A History. New York: W. W. Norton & Company; 3rd edition. ISBN 0-393-97141-4
- Arthur Marx Goldwyn.